# Обстріли Кривого Рогу
Обстріли Кривого Рогу — серія артилерійських, ракетних обстрілів та повітряних нальотів, здійснених російськими окупантами по місту Кривий Ріг та по Криворізькому району Дніпропетровськоі області у ході вторгнення в Україну 2022-2023 років.

## Перебіг подій

### Лютий 2022
24 лютого обстріляли військові склади 17-тої окремої танкової бригади в Кривому Розі поблизу мікрорайону Макулан.

### Квітень 2022
7 квітня відбулося три обстріли території Дніпропетровщини протягом дня. Окупанти вдарили по Синельниківському та Криворізькому районах. Відомо про четверо загиблих. Сім дістали поранення. Двоє громадян зникли безвісти. Також у Кривому Розі ракета влучила в житловий сектор. Одна людина постраждала.
18 квітня загарбники атакували Криворізький район, є постраждалі та загиблі..

### Серпень-вересень 2022
25 серпня о 2-й годині ночі Металургійний район Кривого Рогу було обстріляно касетними боєприпасами з російської РСЗВ Торнадо-С. Заявлено, що обійшлося без жертв.
3 вересня у Криворізькому районі під ворожий вогонь потрапила Широківська громада. Були руйнування приватних будинків. Люди неушкоджені.
8 вересня російські війська намагалися завдати ракетного удару по Кривому Рогу, проте ракету було знищено в небі силами ППО.
14 вересня окупантами по місту було випущено 8 ракет типу «Кинджал» і «Іскандер», одну ракету було збито. Значно уражено гідротехнічні споруди міста, рівень води в річці Інгулець піднявся від одного до майже двох метрів, було підтоплено понад сотню приватних будинків. Президент Зеленський оцінив це як спробу затопити місто.
26 вересня росіяни обстріляли ракетами Х-59 міське летовище, пошкодивши його інфраструктуру.

### Грудень 2022
Вранці 16 грудня російська ракета нанесла удар по житловому будинку у Кривому Розі. Загинуло 4 людей, в тому числі молоде подружжя з півторарічною дитиною.

### Червень – липень 2023
13 червня внаслідок масованої ракетної атаки на місто Кривий Ріг загинуло 11 людей, 34 поранено. 12 осіб перебувають у лікарнях. Пошкоджено ТЕЦ, житлову п'ятиповерхівку та інші будівлі. Знеструмлено три шахти. 14 червня 2023 року у місті оголошено День жалоби. Також Ігор Клименко, міністр внутрішніх справ України, заявив, що в цей день у Кривому Розі був атакований  ракетою склад бутильованої води для потреб Херсонської області, на якому загинуло семеро людей .
22 червня росіяни обстріляли Кривий Ріг.
8 липня росіяни завдали удару по Кривому Рогу. Один постраждалий, середнього ступеня тяжкості. Пошкоджено підприємство.
14 липня російські війська завдали ударів безпілотниками по Кривому Рогу. Пошкоджено дві житлові двоповерхівки, побита спецтехніка, знищені та пошкоджені будівлі на комунальному та транспортному підприємствах, постраждав 56-річний чоловік. За уточненими данними постраждали 127 багатоквартирних та 22 приватних будинків, 24 навчальні заклади, 7 медичних закладів, також було перебито лінію електропередачі та водовід.
31 липня росіяни обстріляли Кривий Ріг ракетами типу «Іскандер», є влучання в навчальний заклад і дев'ятиповерховий будинок. Внаслідок влучань загинули шестеро людей, зокрема дитина. Ще 75 людей зазнали поранень. 1 серпня у Кривому Розі оголошено днем жалоби.

### Червень 2024
12 червня росіяни обстріляли житловий сектор ракетою. Загинуло 7 осіб, поранено 20.
Вночі з 28 на 29 червня було знищено безпілотник над Криворізьким районом.

### Вересень 2024
4 вересня, внаслідок ракетної атаки на Україну, одна з ракет влучила по будівлі у Кривому Розі. Було зруйновано готель, 7 будинків та декілька шкільних закладів. Загинуло 9 людей, поранено не менш 21-ї.